# Mario Bonczuk
Mario Bonczuk (Buenos Aires, 22 ottobre 1939) è un ex calciatore argentino, di ruolo difensore.

## Carriera

### Club
Ha sempre giocato nel campionato argentino.

### Nazionale
Ha disputato due partite per la Nazionale argentina nel 1963.